# Winn (Maine)
Winn ist eine Town im Penobscot County des Bundesstaates Maine in den Vereinigten Staaten. Im Jahr 2020 lebten dort 399 Einwohner in 194 Haushalten auf einer Fläche von 113,55 km².

## Geografie
Nach dem United States Census Bureau hat Winn eine Gesamtfläche von 113,55 km², von der 113,18 km² Land sind und 0,36 km² aus Gewässern bestehen.

### Geografische Lage
Winn liegt im Osten des Penobscot County. Im Westen wird das Gebiet der Town vom in südliche Richtung fließenden Penobscot River begrenzt. Durch den Norden fließt in einer Schleife der Mattakeung Stream, der nördlich von Winn in den Penobscot River mündet. Mehrere kleine Flüsse fließen in nördliche Richtung durch das Gebiet der Town und münden im Mattakeung Stream oder im Penobscot River. Es gibt mehrere kleinere Seen, jedoch keine größeren auf dem Gebiet der Town. Die Oberfläche ist eben, ohne größere Erhebungen.

### Nachbargemeinden
Alle Entfernungen sind als Luftlinien zwischen den offiziellen Koordinaten der Orte aus der Volkszählung 2010 angegeben.
- Norden: Mattawamkeag, 10,8 km
- Osten: Webster, 10,1 km
- Südosten: Springfield, 13,9 km
- Süden: Lee, 9,1 km
- Südwesten: Lincoln, 13,8 km
- Westen: Chester, 13,6 km
- Nordwesten: Woodville, 12,0 km

### Stadtgliederung
In Winn gibt es mehrere Siedlungsgebiete: East Winn, Penobscot, South Winn, West Winn und Winn.

### Klima
Die mittlere Durchschnittstemperatur in Winn liegt zwischen −11,1 °C (12 °F) im Januar und 20,6 °C (69 °F) im Juli. Damit ist der Ort gegenüber dem langjährigen Mittel der USA um etwa 9 Grad kühler. Die Schneefälle zwischen Oktober und Mai liegen mit bis zu zweieinhalb Metern mehr als doppelt so hoch wie die mittlere Schneehöhe in den USA; die tägliche Sonnenscheindauer liegt am unteren Rand des Wertespektrums der USA.

## Geschichte
Als erster Siedler ließ sich 1820 Joseph Snow in dem Gebiet nieder. Er siedelte am Ufer des Penobscot Rivers, an der Old Military Road, die heute parallel zum U.S. Highway 2 verläuft.
Ursprünglich wurde das Gebiet River Township No. 4 "belonging to the Fourth Range", Snowville nach Joseph Snow und später auch Five Islands Plantation genannt, bis es am 8. April 1857 als Town Winn organisiert wurde. Benannt wurde die Town nach John M. Winn, der das Gebiet 1843 kaufte. Die erste Versammlung der Town fand im Büro der Steamboat Company statt. Das Gebiet von East Winn wurde um 1850 besiedelt. Dort entstanden ein Sägewerk, eine Getreidemühle und eine Schindelmühle. Am Ufer des Penobscot Rivers gründete die Shaw Tilson & Co., später Shaw Brothers, 1863 eine Gerberei. Zu ihrer Zeit war sie die zweitgrößte Gerberei der Welt. Sie umfasste 365 Gerberbottiche und wurde 1867 an Poor & Kingman Co. verkauft. Im Jahr 1892 brannte die Gerberei ab. Durch die Gerberei nahm die Town einen wirtschaftlichen Aufschwung.

### Einwohnerentwicklung
| Volkszählungsergebnisse – Town of Winn, Maine | Volkszählungsergebnisse – Town of Winn, Maine | Volkszählungsergebnisse – Town of Winn, Maine | Volkszählungsergebnisse – Town of Winn, Maine | Volkszählungsergebnisse – Town of Winn, Maine | Volkszählungsergebnisse – Town of Winn, Maine | Volkszählungsergebnisse – Town of Winn, Maine | Volkszählungsergebnisse – Town of Winn, Maine | Volkszählungsergebnisse – Town of Winn, Maine | Volkszählungsergebnisse – Town of Winn, Maine | Volkszählungsergebnisse – Town of Winn, Maine |
| Jahr                                          | 1800                                          | 1810                                          | 1820                                          | 1830                                          | 1840                                          | 1850                                          | 1860                                          | 1870                                          | 1880                                          | 1890                                          |
| --------------------------------------------- | --------------------------------------------- | --------------------------------------------- | --------------------------------------------- | --------------------------------------------- | --------------------------------------------- | --------------------------------------------- | --------------------------------------------- | --------------------------------------------- | --------------------------------------------- | --------------------------------------------- |
| Einwohner                                     |                                               |                                               |                                               | 43                                            |                                               |                                               | 853                                           | 714                                           | 898                                           | 936                                           |
| Jahr                                          | 1900                                          | 1910                                          | 1920                                          | 1930                                          | 1940                                          | 1950                                          | 1960                                          | 1970                                          | 1980                                          | 1990                                          |
| Einwohner                                     | 688                                           | 655                                           | 638                                           | 560                                           | 585                                           | 497                                           | 526                                           | 516                                           | 503                                           | 479                                           |
| Jahr                                          | 2000                                          | 2010                                          | 2020                                          | 2030                                          | 2040                                          | 2050                                          | 2060                                          | 2070                                          | 2080                                          | 2090                                          |
| Einwohner                                     | 420                                           | 407                                           | 399                                           |                                               |                                               |                                               |                                               |                                               |                                               |                                               |

## Wirtschaft und Infrastruktur

### Verkehr
Parallel zum Penobscot River, der auch die westliche Grenze des Gebietes von Winn bildet, verläuft der U.S. Highway 2. Von ihm zweigt in südöstliche Richtung die Maine State Route 168 ab.

### Öffentliche Einrichtungen
In Winn gibt es keine medizinischen Einrichtungen oder Krankenhäuser. Nächstgelegene Einrichtungen für die Bewohner von Winn befinden sich in Lincoln und Howland.
Winn verfügt über keine eigene Bücherei. Die nächstgelegenen Büchereien befinden sich in Lincoln, Mattawamkeag und East Millinocket.

### Bildung
Winn gehört mit Lee, Springfield und Webster zum MSAD 30 und bildet mit Baileyville, Cooper, Grand Lake Stream, Meddybemps, Princeton, Talmadge, Waite, Lakeville, Carroll Plantation, Macwahoc Plantation und Reed Plantation das Eastern Maine Area School System - AOS 90. Neben anderen Aufgaben gehört speziell die Bildung zu den Organisationsaufgaben des Bezirks. Im Schulbezirk werden folgende Schulen angeboten:
- Lee Winn Elementary School in Winn, mit Schulklassen von Kindergarten bis zum 4. Schuljahr
- Woodland Elementary School in Baileyville, mit Schulklassen von Pre-Kindergarten bis zum 6. Schuljahr
- Princeton Elementary School in Princeton, mit Schulklassen von Pre-Kindergarten bis zum 8. Schuljahr
- East Range II CSD School in Topsfield, mit Schulklassen von Pre-Kindergarten bis zum 8. Schuljahr
- Mt. Jefferson Jr. High School in Lee, mit Schulklassen vom 5. bis zum 8. Schuljahr
- Woodland Jr - Sr High School in Baileyville, mit Schulklassen vom 8. bis zum 12. Schuljahr

Zudem die private High School Lee Academy, die 1845 gegründet wurde und auch einen Internatsteil besitzt.